# Reticopsis udrobates
Reticopsis udrobates är en insektsart som beskrevs av Hamilton 1983. Reticopsis udrobates ingår i släktet Reticopsis och familjen dvärgstritar. Inga underarter finns listade i Catalogue of Life.